# Gottes Gabe (Wernigerode)
Gottes Gabe ist ein historischer Bergbaustollen in Wernigerode im Bergrevier Hasserode im Harz. Mit diesem Stollen wurden in der Frühen Neuzeit der hintere Beerberg und das obere Rennetal bergmännisch aufgeschlossen.

## Geografische Lage
Der Stollen befindet sich im Tal der Holtemme unweit der Steinernen Renne.

### Geschichte
Bereits im 16. Jahrhundert wurde der Gottes-Gabe-Stollen auf einen Gang, auf welchem Kobalterze einbrechen und der quer durch das Dränge- und Thumkuhlental reicht, betrieben. Die dort gefundenen Erze wurden vor allem in der Schmelzhütte am Beerberg, später im Blaufarbenwerk Hasserode, verarbeitet.
1943 wurde das Grubenfeld Gottes Gabe letztmals vom Oberbergamt Clausthal-Zellerfeld verliehen. Nach dem Ende des Zweiten Weltkriegs und der vergeblichen Suche der SDAG Wismut nach Uran, erfolgte die endgültige Einstellung der bergmännischen Nutzung des Stollens, der heute nur noch als Fledermausquartier dient.